# Energielandschap

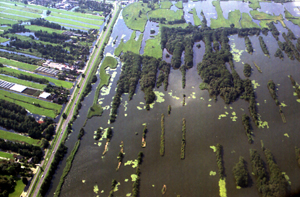
Nieuwkoopse Plassen na de natte vervening.

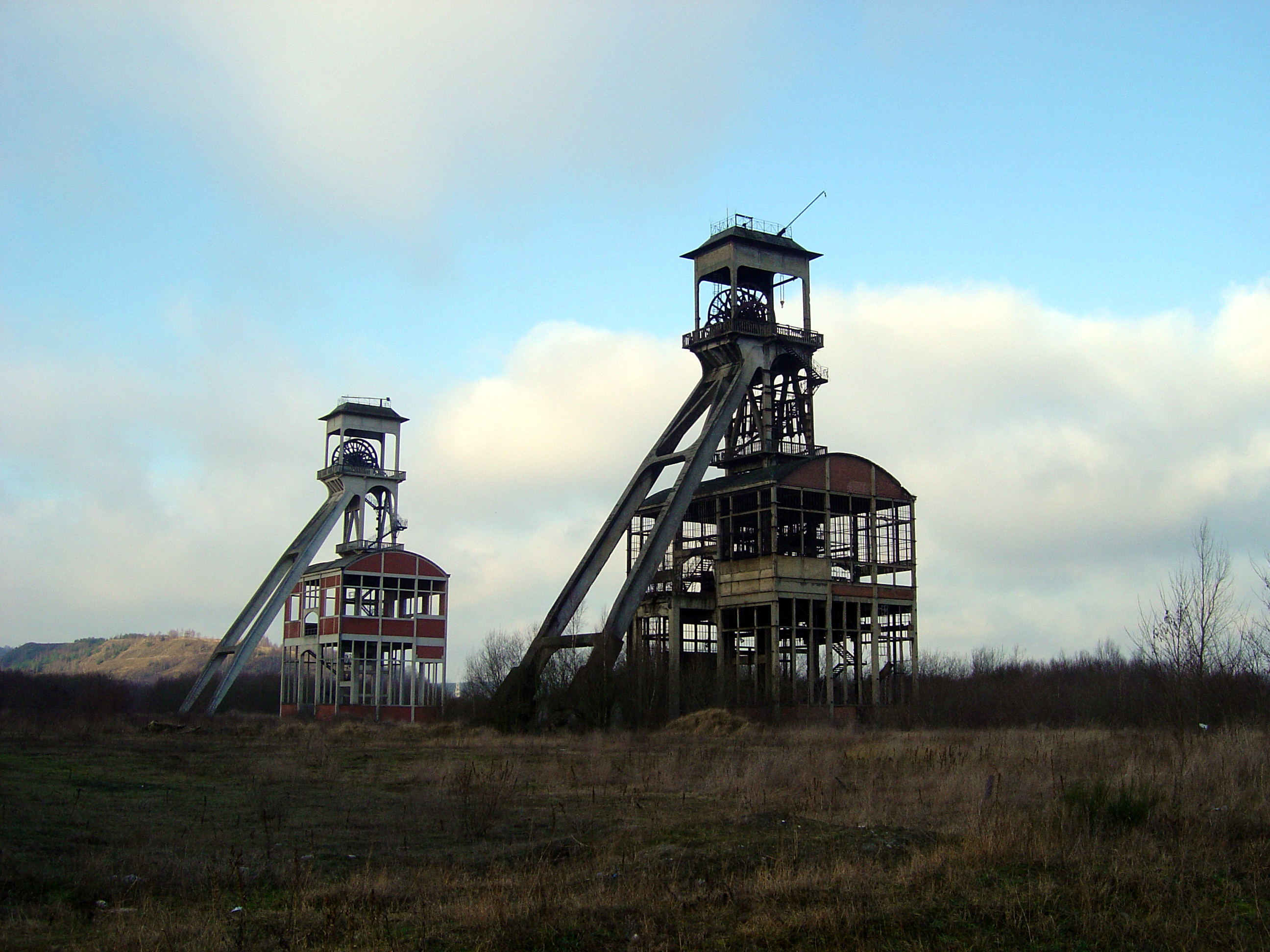
Oude en vernieuwde schachtbok te Eisden.

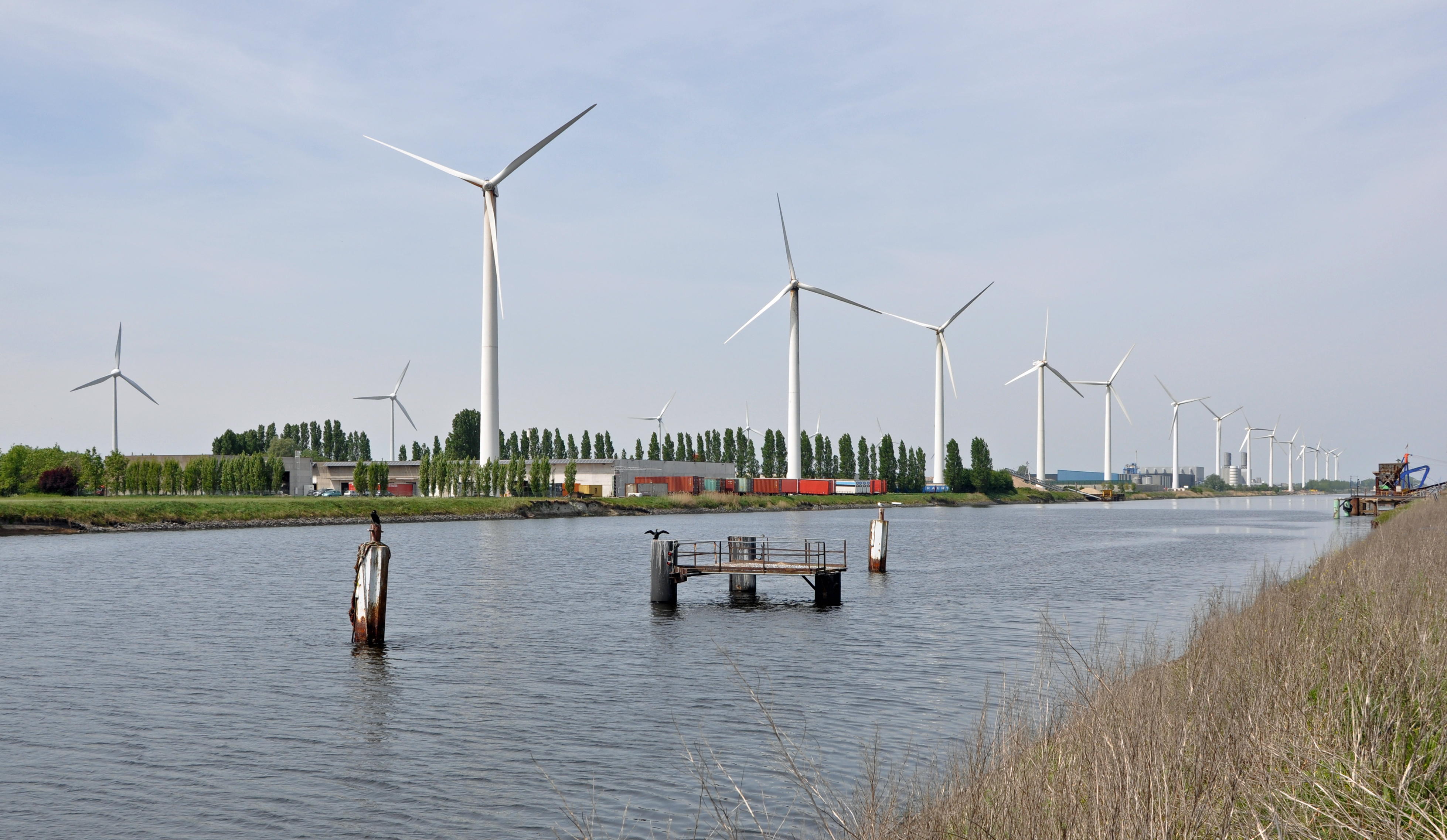
Windturbines langs het Boudewijnkanaal in Brugge.

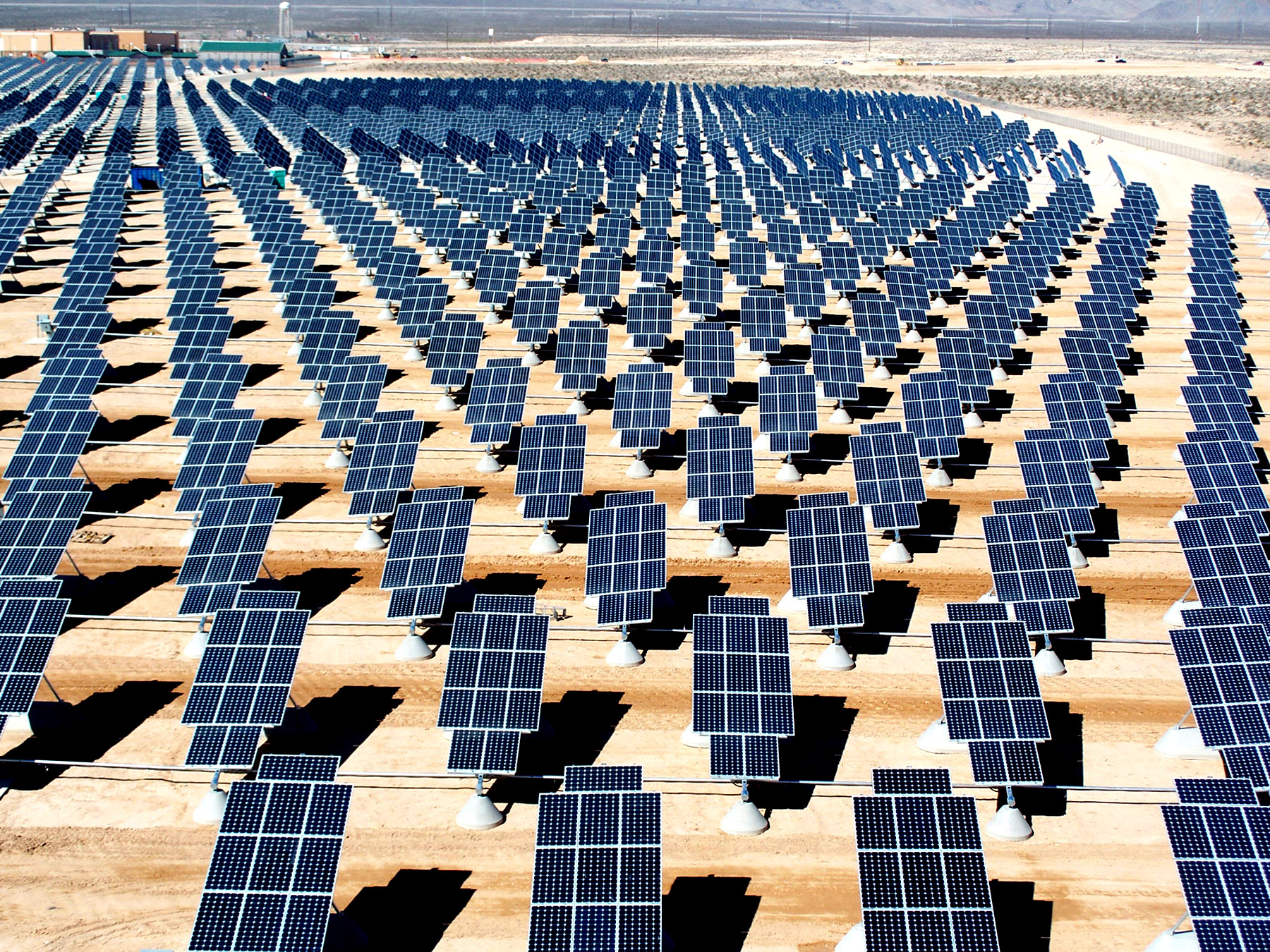
Zonnepanelenpark in Nevada.

Een energielandschap is een landschap waarin energiewinning of -opwekking of het effect ervan nadrukkelijk zichtbaar is.
Omstreeks 2005 kwam de term energielandschap in Nederland in zwang toen duidelijk werd dat er voor een energietransitie grote veranderingen in de nationale energiehuishouding nodig zijn die bovendien een forse invloed op de inrichting en aankleding van de Nederlandse ruimte zouden kunnen hebben. Onder meer de Nederlandse Gasunie, de Stichting Natuur en Milieufederatie Groningen en de Rijksuniversiteit Groningen zijn betrokken bij de ontwikkeling van het begrip en de invulling ervan. Later hanteerden diverse overheden in Nederland en Vlaanderen de term bij de planning en inrichting van gebieden met aan energiewinning gelieerde activiteiten.  

## Nieuwe energielandschappen
Het was de Gasunie die een project startte dat gericht was op een voorstelbaar, nastreefbaar en aantrekkelijk ruimtelijk toekomstperspectief voor Noord-Nederland 2035 te schetsen, waarbij het realiseren van een duurzame energiehuishouding als centraal uitgangspunt geldt. In het kader kwam het begrip nieuwe energielandschappen op.
Achtergrond was onder meer het idee dat enige planning en sturing nodig was om de veelheid aan initiatieven rond duurzame energie in het landschap in te passen. Concrete moderne monomane 'energielandschappen' zijn  windmolenparken, zonne-energieparken en biomassaproductieakkers.  

### Windmolenparken
De grote windmolenparken in Nederland en België zijn veelal langs de kust en op industrieterreinen aangelegd. Daarnaast zijn er plannen voor dergelijke parken op zee. Solitaire windmolens of windmolenparken op land ondervinden in toenemende mate weerstand van burgers en overheden. Op dit moment bevinden zich vooral in Groningen en Flevoland veel windmolens, meestal in parken geclusterd. De Nederlandse windmolens hebben en vermogen van ongeveer 2000 MW (2010). De Vlaamse windmolens samen hebben een vermogen van ruim 157 MW (2007).

### Zonne-energieparken
Grote zonne-energieparken komen in België en Nederland niet voor. In zonrijke gebieden in de Verenigde Staten en Spanje daarentegen bestaan grote gebieden  met zonne-panelen. Sluipenderwijs krijgt door het toenemend aantal zonnepanelen op daken, ook in de landelijke gebieden ook het landschap buiten deze speciale zonne-energieparken een ander aanzien.
Dit moment is het aandeel zonne-energie in de Benelux gering. Voor de totale energievoorziening van Europa met zonne-energie is een relatief klein gebied nodig (50.000 vierkante kilometer), als we dit in de Sahara zouden situeren. Als we een dergelijke zonnepark in Spanje zouden plaatsen, is het dubbele oppervlakte nodig.

### Biomassa-akkers
Biomassagebruik ten bate van energie uit bomen, grassen en kruiden uit bermen of natuurgebieden en van speciale hiervoor gekweekte gewassen als mais en koolzaad komt in de Benelux niet op grote schaal voor. In Duitsland vindt dit op grotere schaal plaats. Er zijn echter serieuze problemen met biomassa voor brandstof, zoals de concurrentie met voedsel, de rentabiliteit, het omvangrijke grond- en watergebruik, en buiten onze landen, verlies aan biodiversiteit, Het plan de veerpont naar Texel op biodiesel te laten varen sneuvelde toen bleek dat het halve eiland altijd koolzaadakker zou moeten worden. Op termijn wordt veel verwacht van algen. Onduidelijk is of deze zogenaamde derde generatie energieproducten op zee of land verbouwd wordt.

### Integrale energielandschappen
In verschillende delen van Nederland (Margraten, Lochem, Schouwen-Duiveland) worden of zijn studies verricht maar de mogelijkheden van meer integrale energielandschappen. Deze zijn alle gericht op zelfvoorziening door eigen energieproductie en verhoging van de efficiëntie. De projecten gaan uit van een grote betrokkenheid van burgers en organisaties. Wat een energielandschap is wordt afhankelijk gemaakt van de beschikbare technologie, ondernemingsvormen, de mogelijkheden om slim met energie en stoffen om te gaan en de innovatieve kracht van de betrokkenen. Agrariërs worden bijvoorbeeld gestimuleerd hun afval voor energie-opwekking te gebruiken en te zoeken naar hiermee samenhangende nieuwe inkomsten. Een voorbeeld is het bij het onderhoud van houtsingels vrijkomende hout aan te wenden voor de productie van pallets als brandstof.

## Oudere energielandschappen
De term energielandschappen wordt ook gebruikt om traditionele met energiewinning verbonden landschappen aan te duiden.
In Nederland hebben verveningsgebieden een lange traditie. Vele plassen zoals de Nieuwkoopse Plassen en gebieden in Noord-Nederland (de veenkolonieën) tonen diepe sporen van de vroegere veenwinning. Ook de gebieden waar mijnbouw plaatsvond zoals Limburg en de Kempen zijn getekend door deze activiteiten. Dergelijke oude energielandschappen heten nu wel eerste generatie energielandschappen.
Van recenter datum zijn de winning van aardgas en de exploitatie van aardolie, die onder meer delen van Groningen en Drenthe tekenen. De jaknikkers en boortorens zijn de meest zichtbare elementen van deze zogenaamde tweede generatie energielandschappen.
De huidige of voorziene energielandschappen worden de derde generatie energielandschappen genoemd. Deze kenmerken zich door duurzame energieopwekking en een nauwe afstemming op de nabije menselijke en natuurlijke omgeving.